# 17-й км
17-й км (рос. 17-й км) — село, підпорядковане місту Южно-Сахалінськ Сахалінської області Російської Федерації.
Населення становить 0 осіб (2013).

## Історія
З 1905 по 3 вересня 1945 року у складі губернаторства Карафуто Японії, відтак у складі міського округу Южно-Сахалінськ Сахалінської області.

## Населення
| 2002 | 2010 |
| ---- | ---- |
| 0    | →0   |